# Ано Коми (дем Кожани)
Вижте пояснителната страница за други значения на Ано Коми.
Ано Коми или Ано Ваница, известно и с турската форма на името Ванча, (на гръцки: Άνω Κώμη, до 1927 година Άνω Βάνιτσα, Ано Ваница), е село в Гърция, в дем Кожани, област Западна Македония.

## География
Селото е разположено на 450 m надморска височина, южно от Кожани.

## История

### Етимология на името
Името на селото Ваница не е производно на тестеното изделие баница, а на баня.

### В Османската империя
В 1528 година Ано Ваница има 222 домакинства с 999 жители.
В края на ХІХ век Ано Ваница е село в югозападната част на Кожанската каза на Османската империя.
Александър Синве ("Les Grecs de l’Empire Ottoman. Etude Statistique et Ethnographique"), който се основава на гръцки данни, в 1878 година пише, че в Ано Ваниста (Ano-Vanista) живеят 300 гърци.
Според статистиката на Васил Кънчов („Македония. Етнография и статистика“) през 1900 година в Ванча (Ваница) Голямо има 100 турци и 131 гърци.
Според статистика на Серфидженския санджак на гръцкото консулство в Еласона от 1904 година в Ано Ваница (Άνω Βάνιτσα), Кожанска каза, живеят 350 гърци елинофони християни.
По данни на секретаря на Българската екзархия Димитър Мишев („La Macédoine et sa Population Chrétienne“) в 1905 година във Ванча Големо (Vancha Golemo) има 130 гърци.

### В Гърция
През Балканската война в 1912 година в селото влизат гръцки части и след Междусъюзническата в 1913 година Ано Ваница остава в Гърция. През 1927 година името на селото е сменено на Ано Коми, в превод Горно село. Според Тодор Симовски в 1923 година в селото са заселени 521 души гърци бежанци.
Населението традиционно произвежда жито, тютюн, картофи и други земеделски продукти, като се занимава и със скотовъдство.
| Година    | 1913 | 1920 | 1928 | 1940 | 1951 | 1961 | 1971 | 1981 | 1991 | 2001 | 2011 | 2021 |
| --------- | ---- | ---- | ---- | ---- | ---- | ---- | ---- | ---- | ---- | ---- | ---- | ---- |
| Население | 554  | 531  | 572  | 791  | 946  | 1128 | 1115 | 1414 | 1488 | 1533 | 1436 | 1263 |